# Глоговица (Приштина)
Глоговица (алб. Gllogovicë) је насељено место у граду Приштини, на Косову и Метохији. Према попису из 2024. у насељу је живело 32 становника.

## Становништво
Према попису из 2011. године, Глоговица има следећи етнички састав становништва:
| Националност | 2011.       |
| Албанци      | 74 (100,0%) |
| Укупно       | 74          |

| Демографија | Демографија | Демографија |
| Година      | Становника  | Становника  |
| ----------- | ----------- | ----------- |
| 1948.       | 449         |             |
| 1953.       | 481         |             |
| 1961.       | 549         |             |
| 1971.       | 610         |             |
| 1981.       | 558         |             |
| 1991.       | 627         |             |
| 2011.       | 74          |             |